# Vi på Saltkråkan (film)
Vi på Saltkråkan är en svensk långfilm från 1968 i regi av Olle Hellbom. Den består av material från 8 av de 13 avsnitten i TV-serien med samma namn från 1964.

## Handling
På skärgårdsön Saltkråkan bor familjen Grankvist bestående Märta och Nisse, deras tre barn Teddy, Freddy och Tjorven som egentligen heter Maria och en Sankt bernhardshund vid namn Båtsman, som Tjorven för det mesta leker med då hon är för liten för att vara ute på sjön med sina systrar.
En dag anländer stadsfamiljen Melkersson till ön för att tillbringa sin sommarsemester där. Familjen består av författaren och änklingen Melker, dottern Malin som fått axla modersrollen, och sönerna Johan, Niklas och Pelle.
Efter en tid lyckas de göra sig hemmastadda på ön, bland annat blir Pelle vän med getingar i stugväggen till Melkers förtret och Johan och Niklas hittar på roliga saker med sina nya vänner Teddy och Freddy.

## Om filmen
Filmen är den femte och sista långfilmen om karaktärerna från TV-serien Vi på Saltkråkan från 1964 och består av scener från TV-serien. Avsnitten som finns med i filmen är avsnitten 1, 2, 5, 6, 8, 9, 12 och 13.
Filmen fick blandade recensioner av filmkritiker, som bland annat var trötta på serien.

## Rollista (i urval)
- Torsten Lilliecrona – Melker Melkersson
- Louise Edlind – Malin Melkersson
- Björn Söderbäck – Johan Melkersson
- Urban Strand – Niklas Melkersson
- Stephen Lindholm – Pelle Melkersson
- Bengt Eklund – Nisse Grankvist
- Eva Stiberg – Märta Grankvist
- Maria Johansson – Tjorven Grankvist
- Lillemor Österlund – Teddy Grankvist
- Bitte Ulvskog – Freddy Grankvist
- Siegfried Fischer – Söderman
- Kristina Jämtmark – Stina
- Lars Göran Carlson – Krister[1]